# Grand Prix-wegrace van Duitsland 1997
De Grand Prix-wegrace van Duitsland 1997 was de negende race van het wereldkampioenschap wegrace-seizoen 1997. De race werd verreden op 20 juli 1997 op de Nürburgring nabij Nürburg, Duitsland.

## Uitslag

### 500 cc
| Pos | Nr | Rijder                   | Constructeur | Rondes | Tijd        | Grid | Punten |
| --- | -- | ------------------------ | ------------ | ------ | ----------- | ---- | ------ |
| 1   | 1  | Mick Doohan              | Honda        | 27     | 44:55.117   | 1    | 25     |
| 2   | 7  | Tadayuki Okada           | Honda        | 27     | +5.690      | 3    | 20     |
| 3   | 24 | Takuma Aoki              | Honda        | 27     | +24.873     | 6    | 16     |
| 4   | 18 | Nobuatsu Aoki            | Honda        | 27     | +25.157     | 9    | 13     |
| 5   | 19 | Doriano Romboni          | Aprilia      | 27     | +35.884     | 7    | 11     |
| 6   | 4  | Alex Barros              | Honda        | 27     | +38.907     | 8    | 10     |
| 7   | 20 | Sete Gibernau            | Yamaha       | 27     | +39.541     | 14   | 9      |
| 8   | 14 | Juan Borja               | ELF 500      | 27     | +52.475     | 12   | 8      |
| 9   | 23 | Anthony Gobert           | Suzuki       | 27     | +55.283     | 15   | 7      |
| 10  | 9  | Alberto Puig             | Honda        | 27     | +55.436     | 18   | 6      |
| 11  | 21 | Jurgen van den Goorbergh | Honda        | 27     | +55.794     | 11   | 5      |
| 12  | 6  | Daryl Beattie            | Suzuki       | 27     | +1:02.772   | 10   | 4      |
| 13  | 16 | Jürgen Fuchs             | ELF 500      | 27     | +1:17.345   | 13   | 3      |
| 14  | 13 | Bernard Garcia           | Honda        | 27     | +1:22.292   | 20   | 2      |
| 15  | 22 | Kirk McCarthy            | ROC Yamaha   | 26     | +1 ronde    | 21   | 1      |
| 16  | 25 | Laurent Naveau           | ROC Yamaha   | 26     | +1 ronde    | 22   |        |
| DNF | 10 | Kenny Roberts jr.        | Modenas KR3  | 25     | Uitgevallen | 16   |        |
| DNF | 12 | Jean-Michel Bayle        | Modenas KR3  | 15     | Uitgevallen | 5    |        |
| DNF | 5  | Norifumi Abe             | Yamaha       | 12     | Uitgevallen | 17   |        |
| DNF | 8  | Carlos Checa             | Honda        | 11     | Uitgevallen | 2    |        |
| DNF | 17 | Lucio Pedercini          | ROC Yamaha   | 10     | Uitgevallen | 19   |        |
| DNF | 3  | Luca Cadalora            | Yamaha       | 1      | Uitgevallen | 4    |        |
| DNF | 15 | Frédéric Protat          | Honda        | 1      | Uitgevallen | 23   |        |

### 250 cc
| Pos | Nr | Rijder               | Constructeur | Rondes | Tijd        | Grid | Punten |
| --- | -- | -------------------- | ------------ | ------ | ----------- | ---- | ------ |
| 1   | 31 | Tetsuya Harada       | Aprilia      | 25     | 42:36.407   | 5    | 25     |
| 2   | 19 | Olivier Jacque       | Honda        | 25     | +0.093      | 1    | 20     |
| 3   | 2  | Ralf Waldmann        | Honda        | 25     | +0.106      | 2    | 16     |
| 4   | 1  | Max Biaggi           | Honda        | 25     | +0.135      | 4    | 13     |
| 5   | 65 | Loris Capirossi      | Aprilia      | 25     | +28.183     | 3    | 11     |
| 6   | 5  | Tohru Ukawa          | Honda        | 25     | +34.325     | 6    | 10     |
| 7   | 20 | Noriyasu Numata      | Suzuki       | 25     | +41.082     | 8    | 9      |
| 8   | 11 | Jeremy McWilliams    | Honda        | 25     | +41.082     | 9    | 8      |
| 9   | 7  | Haruchika Aoki       | Honda        | 25     | +42.656     | 10   | 7      |
| 10  | 26 | Emilio Alzamora      | Honda        | 25     | +53.170     | 11   | 6      |
| 11  | 21 | Franco Battaini      | Yamaha       | 25     | +59.502     | 15   | 5      |
| 12  | 99 | Giuseppe Fiorillo    | Aprilia      | 25     | +1:12.687   | 13   | 4      |
| 13  | 12 | Takeshi Tsujimura    | TSR-Honda    | 25     | +1:14.481   | 19   | 3      |
| 14  | 10 | Luca Boscoscuro      | Honda        | 25     | +1:17.778   | 24   | 2      |
| 15  | 8  | Cristiano Migliorati | Honda        | 25     | +1:18.013   | 18   | 1      |
| 16  | 27 | Sebastián Porto      | Aprilia      | 25     | +1:18.245   | 17   |        |
| 17  | 6  | Luis d'Antin         | Yamaha       | 25     | +1:18.483   | 23   |        |
| 18  | 18 | Osamu Miyazaki       | Yamaha       | 25     | +1:18.519   | 20   |        |
| 19  | 25 | Oliver Petrucciani   | Aprilia      | 25     | +1:18.883   | 14   |        |
| 20  | 16 | William Costes       | Honda        | 25     | +1:19.530   | 21   |        |
| 21  | 28 | Eustáquio Gavira     | Aprilia      | 25     | +1:32.590   | 25   |        |
| 22  | 22 | Kurtis Roberts       | Honda        | 24     | +1 ronde    | 26   |        |
| 23  | 86 | Jürgen Lingg         | Honda        | 24     | +1 ronde    | 27   |        |
| 24  | 87 | Matthias Neukirchen  | Yamaha       | 24     | +1 ronde    | 28   |        |
| 25  | 85 | Stefan Kruse         | Honda        | 23     | +2 ronden   | 29   |        |
| DNF | 14 | Jamie Robinson       | Suzuki       | 16     | Uitgevallen | 16   |        |
| DNF | 17 | José Luis Cardoso    | Yamaha       | 8      | Uitgevallen | 12   |        |
| DNF | 29 | Idalio Gavira        | Aprilia      | 3      | Uitgevallen | 22   |        |
| DNF | 15 | Stefano Perugini     | Aprilia      | 1      | Uitgevallen | 7    |        |

### 125 cc
| Pos | Nr | Rijder                | Constructeur | Rondes | Tijd        | Grid | Punten |
| --- | -- | --------------------- | ------------ | ------ | ----------- | ---- | ------ |
| 1   | 46 | Valentino Rossi       | Aprilia      | 23     | 48:05.749   | 1    | 25     |
| 2   | 62 | Yoshiaki Katoh        | Yamaha       | 23     | +0.569      | 16   | 20     |
| 3   | 33 | Manfred Geissler      | Aprilia      | 23     | +13.523     | 3    | 16     |
| 4   | 19 | Frédéric Petit        | Honda        | 23     | +39.485     | 12   | 13     |
| 5   | 10 | Lucio Cecchinello     | Honda        | 23     | +40.020     | 14   | 11     |
| 6   | 5  | Jorge Martínez        | Aprilia      | 23     | +40.040     | 4    | 10     |
| 7   | 32 | Mirko Giansanti       | Honda        | 23     | +59.415     | 2    | 9      |
| 8   | 24 | Gino Borsoi           | Yamaha       | 23     | +1:01.314   | 19   | 8      |
| 9   | 2  | Masaki Tokudome       | Aprilia      | 23     | +1:03.505   | 17   | 7      |
| 10  | 17 | Juan Enrique Maturana | Yamaha       | 23     | +1:04.228   | 28   | 6      |
| 11  | 29 | Ángel Nieto jr.       | Aprilia      | 23     | +1:07.668   | 11   | 5      |
| 12  | 21 | Gianluigi Scalvini    | Honda        | 23     | +1:14.204   | 10   | 4      |
| 13  | 26 | Ivan Goi              | Aprilia      | 23     | +1:15.843   | 18   | 3      |
| 14  | 87 | Alex Hofmann          | Yamaha       | 23     | +2:06.339   | 26   | 2      |
| 15  | 77 | Benny Jerzenbeck      | Honda        | 22     | +1 ronde    | 31   | 1      |
| 16  | 89 | Klaus Nöhles          | Honda        | 21     | +2 ronden   | 29   |        |
| DNF | 15 | Roberto Locatelli     | Honda        | 21     | Uitgevallen | 7    |        |
| DNF | 12 | Dirk Raudies          | Honda        | 20     | Uitgevallen | 15   |        |
| DNF | 86 | Emanuel Buchner       | Aprilia      | 20     | Uitgevallen | 27   |        |
| DNF | 91 | Maik Stief            | Honda        | 17     | Uitgevallen | 21   |        |
| DNF | 25 | Josep Sardá           | Honda        | 16     | Uitgevallen | 25   |        |
| DNF | 8  | Kazuto Sakata         | Aprilia      | 15     | Uitgevallen | 6    |        |
| DNF | 39 | Jaroslav Huleš        | Honda        | 13     | Uitgevallen | 9    |        |
| DNF | 90 | Oliver Perschke       | Honda        | 11     | Uitgevallen | 24   |        |
| DNF | 20 | Masao Azuma           | Honda        | 9      | Uitgevallen | 22   |        |
| DNF | 72 | Garry McCoy           | Aprilia      | 8      | Uitgevallen | 13   |        |
| DNF | 7  | Noboru Ueda           | Honda        | 4      | Uitgevallen | 5    |        |
| DNF | 41 | Youichi Ui            | Yamaha       | 3      | Uitgevallen | 20   |        |
| DNF | 85 | Dirk Heidolf          | Honda        | 3      | Uitgevallen | 30   |        |
| DNF | 3  | Tomomi Manako         | Honda        | 3      | Uitgevallen | 8    |        |
| DNF | 22 | Steve Jenkner         | Aprilia      | 0      | Uitgevallen | 23   |        |

## Tussenstand na wedstrijd

### 500 cc
| Pos | Nr | Rijder         | Team  | Punten |
| --- | -- | -------------- | ----- | ------ |
| 1   | 1  | Mick Doohan    | Honda | 220    |
| 2   | 18 | Nobuatsu Aoki  | Honda | 113    |
| 3   | 7  | Tadayuki Okada | Honda | 109    |
| 4   | 2  | Àlex Crivillé  | Honda | 102    |
| 5   | 8  | Carlos Checa   | Honda | 83     |

### 250 cc
| Pos | Nr | Rijder         | Team    | Punten |
| --- | -- | -------------- | ------- | ------ |
| 1   | 1  | Max Biaggi     | Honda   | 149    |
| 2   | 2  | Ralf Waldmann  | Honda   | 147    |
| 3   | 31 | Tetsuya Harada | Aprilia | 142    |
| 4   | 19 | Olivier Jacque | Honda   | 101    |
| 5   | 5  | Tohru Ukawa    | Honda   | 91     |

### 125 cc
| Pos | Nr | Rijder          | Team    | Punten |
| --- | -- | --------------- | ------- | ------ |
| 1   | 46 | Valentino Rossi | Aprilia | 195    |
| 2   | 7  | Noboru Ueda     | Honda   | 123    |
| 3   | 3  | Tomomi Manako   | Honda   | 111    |
| 4   | 8  | Kazuto Sakata   | Aprilia | 101    |
| 5   | 5  | Jorge Martínez  | Aprilia | 87     |

1925 · 1926 · 1927 · 1928 · 1929 · 1930 · 1931 · 1933 · 1934 · 1935 · 1936 · 1937 · 1938 · 1939 · 1949 · 1950 · 1951 · 1952 · 1953 · 1954 · 1955 · 1956 · 1957 · 1958 · 1959 · 1960 · 1961 · 1962 · 1963 · 1964 · 1965 · 1966 · 1967 · 1968 · 1969 · 1970 · 1971 · 1972 · 1973 · 1974 · 1975 · 1976 · 1977 · 1978 · 1979 · 1980 · 1981 · 1982 · 1983 · 1984 · 1985 · 1986 · 1987 · 1988 · 1989 · 1990 · 1991 · 1992 · 1993 · 1994 · 1995 · 1996 · 1997 · 1998 · 1999 · 2000 · 2001 · 2002 · 2003 · 2004 · 2005 · 2006 · 2007 · 2008 · 2009 · 2010 · 2011 · 2012 · 2013 · 2014 · 2015 · 2016 · 2017 · 2018 · 2019 · 2021 · 2022 · 2023 · 2024 · 2025